# 増岡未央
増岡 未央（ますおか みお、1986年11月19日 - ）は、日本の元子役。埼玉県出身。宝映テレビプロダクションに所属していた。パフォーマンスグループ「PRECOCI」の元メンバー。

## 出演作品

### テレビ
- さわやか3組（1996年 - 1997年） - 安倍ありさ 役 ※デビュー作[1]
- 火曜サスペンス劇場 救急指定病院 6（1996年）
- ウルトラマンコスモス 第42話（2002年） - 河合洋子 役

### ゲーム
- 古伝降霊術 百物語〜ほんとにあった怖い話〜（1997年）

### 雑誌
- Prolog Vol.10